# 盤石駅
盤石駅（パンソクえき）は、大韓民国大田広域市儒城区盤石洞にある大田交通公社1号線の駅である。駅番号は122。
1号線の終着駅で、「七星台」を副駅名としている。

## 歴史
- 2007年4月17日 - 1号線政府庁舎 - 当駅間延伸に伴い開業。

## 駅構造
2面3線の地下駅。

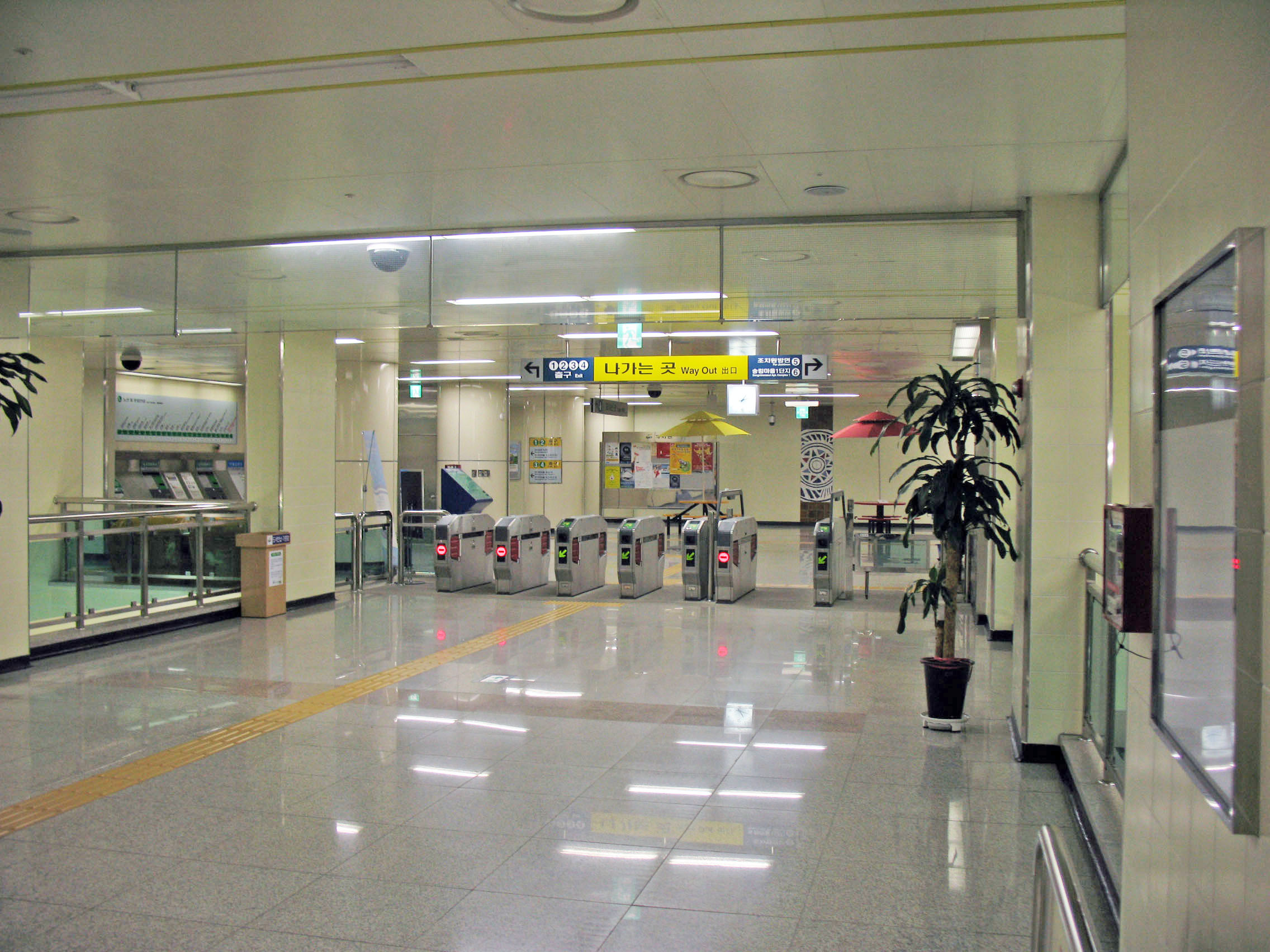
改札口
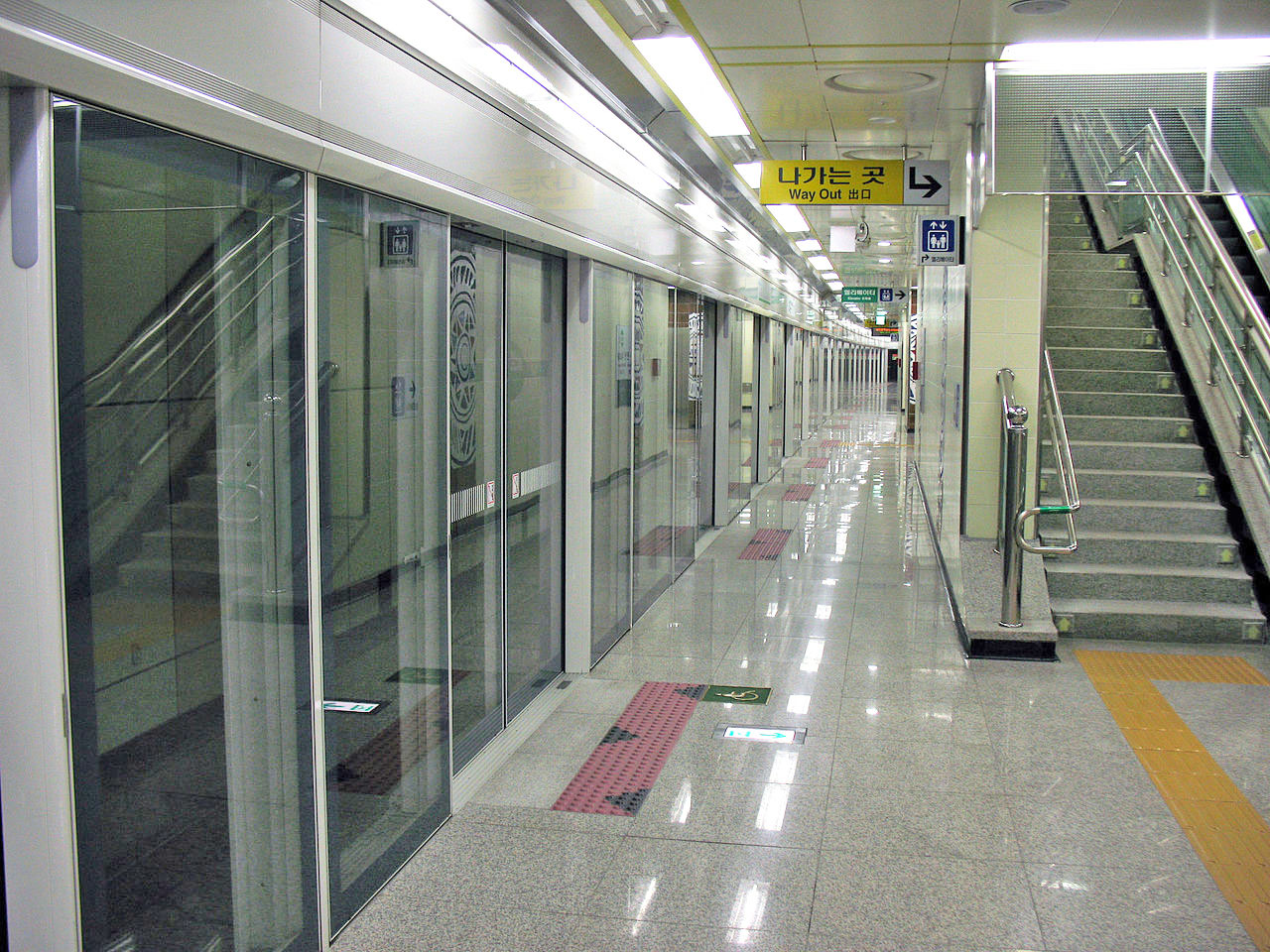
ホーム
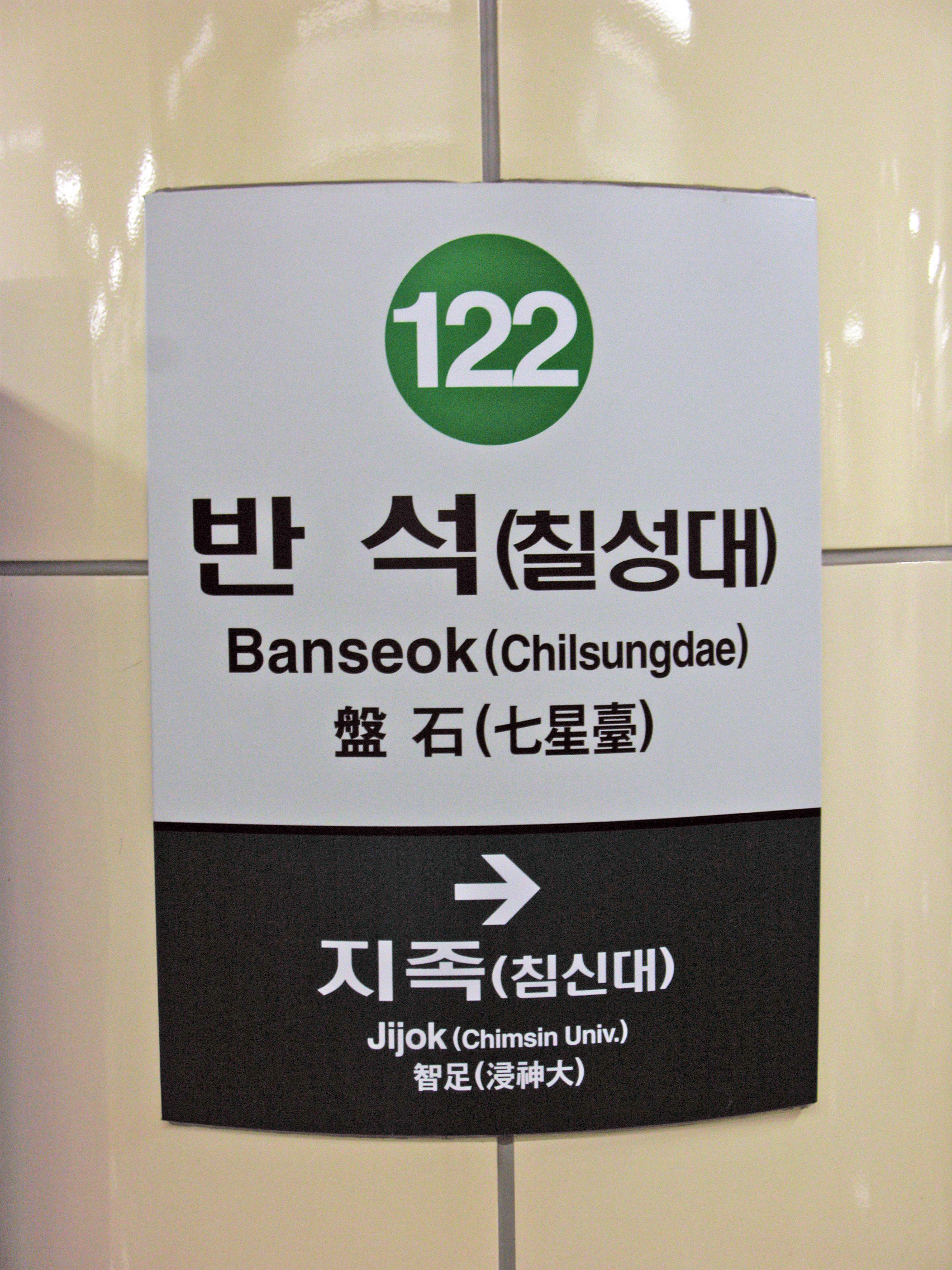
駅名標

## 駅周辺
- 陸軍軍需司令部 - 別名である「七星台」が副駅名となっている。
- 国防科学研究所
- 韓国航空宇宙産業研究センター
- 勤労福祉公団儒城支社
- 老隠2洞郵便局
- 中小企業銀行儒城老隠支店
- ウリィ銀行老隠支店
- 国民銀行盤石支店
- 世宗特別自治市方面へのバス・ラピッド・トランジットが発着している。

## 隣の駅
大田交通公社
1号線
智足駅 (121) - 盤石駅 (122)